# A Taste of Extreme Divinity
| Оценки критиков | Оценки критиков |
| Источник        | Оценка          |
| --------------- | --------------- |
| About.com       | [ 1 ]           |
| AllMusic        | [ 2 ]           |
| Blabbermouth    | [ 3 ]           |
| PopMatters      | [ 4 ]           |

A Taste of Extreme Divinity — одиннадцатый студийный альбом шведской группы Hypocrisy, выпущенный 23 октября 2009 года.

## Список композиций
Слова и музыка всех песен — Hypocrisy.
| №   | Название                     | Длительность |
| --- | ---------------------------- | ------------ |
| 1.  | «Valley of the Damned»       | 4:17         |
| 2.  | «Hang Him High»              | 4:35         |
| 3.  | «Solar Empire»               | 5:16         |
| 4.  | «Weed out the Weak»          | 3:50         |
| 5.  | «No Tomorrow»                | 4:16         |
| 6.  | «Global Domination»          | 5:15         |
| 7.  | «Taste the Extreme Divinity» | 3:36         |
| 8.  | «Alive»                      | 4:22         |
| 9.  | «The Quest»                  | 5:31         |
| 10. | «Tamed (Filled With Fear)»   | 4:39         |
| 11. | «Sky Is Falling Down»        | 4:32         |

| №   | Название                                 | Длительность |
| --- | ---------------------------------------- | ------------ |
| 12. | «The Sinner»                             | 5:06         |
| 13. | «Taste the Extreme Divinity (2008 Демо)» | 3:35         |
| 14. | «Valley of the Damned (2008 Демо)»       | 4:15         |

## Участники
- Петер Тэгтгрен — вокал, гитара
- Микаэль Хэдлунд — бас-гитара
- Рейдар Хорхаген — ударные